# Джаспер (округ, Техас)
Округ Джаспер (англ. Jasper county) — округ штата Техас Соединённых Штатов Америки. На 2000 год в нем проживало 35 604 человек. По оценке бюро переписи населения США в 2008 году население округа составляло 34 374 человек. Окружным центром является город Джаспер.

## История
Округ Джаспер был сформирован в 1836 году . Он был назван в честь Уильяма Джаспера, героя войны за независимость США.

## География
По данным бюро переписи населения США площадь округа Джаспер составляет 2511 км², из которых 2428 км² — суша, а 83 км² — водная поверхность (3,32 %).
Главные автомагистрали
- U.S. Highway 190 (Texas)[англ.]
- U.S. Highway 96 (Texas)[англ.]
- U.S. Highway 69 (Texas)[англ.]
- State Highway 63 (Texas)[англ.]
- State Highway 62 (Texas)[англ.]

Смежные округа
- Сан-Огастин
- Сабин
- Ньютон
- Ориндж
- Хардин
- Тайлер
- Анджелина

Особо охраняемые природные зоны
- Национальный лес Анджелина[англ.]
- Национальный заповедник Big Thicket[англ.]
- Сабинский национальный парк[англ.]